# Asilini
Tribu
Les Asilini sont une tribu d'insectes diptères prédateurs de la famille des Asilidae et de la sous-famille des Asilinae.

## Historique
La tribu des Asilini est décrite en 1819 par l'entomologiste William Elford Leach. 

## Liste des genres
Asilus - 
Abrophila - 
Cerdistus - 
Colepia - 
Dicropaltum - 
Dolopus - 
Eccritosia - 
Efferia - 
Machimus  - 
Mallophora - 
Mauropteron - 
Negasilus - 
Neoaratus - 
Neoitamus - 
Philonicus - 
Polacantha - 
Proctacanthella - 
Proctacanthus - 
Prolatiforceps - 
Promachella - 
Promachus - 
Reburrus - 
Rhadiurgus - 
Trichomachimus - 
Zosteria